# Социальные инновации
Социальные инновации (англ. social innovation) — это новые идеи, стратегии, технологии, которые способствуют решению социально-значимых задач, вызывающие социальные изменения общества. К социальным инновациям, можно отнести новые социальные системы, системы образования, здравоохранения, системы общественных коммуникаций, использующие инновационные подходы и/или технологии.

## Исторический аспект термина
Термин «социальная инновация» в его современном значении связывают с именем Мухаммада Юнуса (Muhammad Yunus), автора концепции микрокредитов, лауреата нобелевской премии мира за спасение от нищеты миллионов людей.
Инновация является одним из распространенных социальных процессов, связанных с переходом в иное состояние и сопровождающихся абсолютным пересмотром устаревших положений и норм, образованием новых групповых общностей.
Социальные инновации упоминались в трудах известных деятелей, таких как Майкл Янг (основатель Открытого университета и десятка других организаций) и Питер Друкер в 1960-е годы. В 1970-е годы термин социальные инновации начали использовать французские авторы, в частности, Жак Фурнье, Жак Аталли и Пьер Розанваллон. Однако социальные инновации и их проявления появились задолго до этого. К примеру, Бенджамин Франклин, предложил ряд модификаций, относящихся к социальной организации общин, и с их помощью они могли бы решать свои обыденные задачи. Многие радикальные реформаторы 19 века, например, Роберт Оуэн, которого считают основателем кооперативного движения, способствовали социальным преобразованиям, а величайшие социологи, Макс Вебер, Карл Маркс и Эмиль Дюркгейм привлекли внимание к разнообразным процессам, связанным с социальными переменами.
Исследования социальных инноваций стали довольно популярны в 20 веке. Йозеф Шумпетер, например, изучал инновационные процессы в свете созданной им теории «креативного разрушения» и предложил рассматривать деятельность предпринимателей, как использование существующих вещей для создания новых продуктов и услуг иными современными способами. В трудах, посвященных технологическим изменениям, начиная с 1980-х годов все больше внимания стало уделяться социальным факторам и их влиянию на распространение технологий.

## Классификация социальных инноваций
1) По степени охвата социальных факторов:
• комплексные;
• локальные.
2) По сферам общественной жизни:
• политические;
• экономические;
• инновации в культурно-духовной сфере;
• инновации в социальной сфере.
3) По периоду реализации:
• стратегические;
• тактические.
4) По составляющим социальной сферы организации:
• персонал;
• условия труда;
• организационная культура;
• социальная инфраструктура.
5) В зависимости от среды реализации:
• внутренние;
• внешние.
6) По форме реализации:
• вещественные;
• организационные;
• культурные.
7) По масштабу использования:
• единичные социальные инновации, осуществляемые на одном объекте;
• диффузные, распространяемые на многие объекты.
8) в зависимости от конечной цели:
• инновации, направленные на обновление принципа осуществления деятельности;
• инновации направленные на создание нового продукта деятельности.

## Роль социальных инноваций в развитии общества
Социальные инновации имеют огромное
значение для экономического развития и улучшения качества жизни людей в больших
городах
- Согласно результатам исследования, проведенного Frost & Sullivan в сотрудничестве с компанией Hitachi Europe Ltd., к 2020 г. 56 % населения Земли будет проживать в городской среде, а к 2025 г. более 35 городов станут гигантскими мегаполисами.
- К 2025 г. в мире появится 26 «умных» городов, а к 2021 г. объем рынка технологий интеллектуальных городов достигнет феноменального объема 1,57 трлн долл. США.

Под «социальными инновациями»
подразумевается развертывание технологий и новых бизнес-моделей для улучшения
качества жизни людей и социальной инфраструктуры в соответствии с глобальными
мега-тенденциями. Целью является достижение устойчивого развития общества, в
котором удовлетворение экологических и экономических потребностей
осуществляется сбалансированным образом. В отчете содержатся сведения о том, как
возможно капитализировать рынок социальных инноваций, и приведены рекомендации
по оценке влияния инноваций на уровень удобства, благосостояния, возможности
выбора для граждан, а также уменьшение стресса и повышение уровня безопасности
в обществе. Подробный отчет можно изучить тут.
К 2020 г. 56 % населения планеты будет
жить в городах. К 2025 г. более 35 городов по всему миру станут гигантскими
мегаполисами. Это рождает потребность в новых инновационных решениях, и именно
здесь на первый план выходят социальные инновации. В этой области активно
ведутся разработки, однако еще мало сделано для того, чтобы определить это
понятие и оценить его потенциальное влияние на мировую экономику и качество
жизни людей.
«Бизнес способен помочь в достижении
устойчивого развития, а также сбалансированных экологических, социальных и
экономических потребностей, — говорит Дитер Реннерт (Dieter Rennert),
исполнительный директор Hitachi Europe Ltd. — Однако необходимо, чтобы
бизнес-стратегия социальных инноваций базировалась на измеряемых показателях
влияния на общество».
Согласно результатом исследования,
существует пять мега-тенденций и, соответственно, пять областей, в которых
социальные инновации могут помочь решить задачи, стоящие перед человечеством.
- Урбанизация. К 2025 г. в результате массовой миграции более 35 городов по всему миру превратятся в гигантские мегаполисы и, соответственно, крупные экономические центры. Мегаполисы вместе с пригородами сформируют мега-регионы, мега-коридоры или мега-трущобы. Города будущего будут иметь несколько деловых центров, а девелоперы будут возводить здания с учетом неизбежных будущих изменений. Перераспределение богатства приведет к значительному экономическому неравенству в пределах города.
- Интеллектуальность, как новая экологичность. «Зеленые» продукты и услуги будут все активнее улучшаться или даже заменяться «умными» продуктами и услугами. «Интернет вещей» объединит более 80 миллиардов устройств по всему миру. Интеллектуальные цифровые технологии станут ключевым фактором эффективности и устойчивого развития. Умные, экологически устойчивые города будут возводиться «с нуля» с применением новейших эко-инноваций, позволяющих сократить энергопотребление и улучшить все аспекты человеческой жизни. К 2025 г. в мире появится 26 таких «умных» городов; объем соответствующего рынка составит 1,57 трлн долл. США к 2020 г.
- Энергетика. Урбанизация и стремление к энергетической безопасности определяют развитие энергетики, однако будущее данной индустрии не будет всецело зависеть от выбора энергоносителей. Растущие расходы на электроэнергию и внимание к вопросам защиты окружающей среды стали катализатором инноваций в сфере управления энергоэффективностью, таких как «умные» электросети, обеспечивающие контроль, наглядное отображение инфраструктуры и, как следствие, более экологичное, надежное и интеллектуальное энергопотребление.
- Мобильные технологии. Урбанизация и современные средства связи оказывают значительное влияние на городскую мобильность и логистику. Перед компаниями, которые позиционируют себя как партнеры и поставщики услуг для городов, открываются заманчивые деловые и инвестиционные перспективы. По прогнозам, к 2020 г. почти 1 млн парковок будут оборудованы системами управления парковочным пространством, предоставляющими водителям нужную им информацию в режиме реального времени. Около 26,2 млн человек будут пользоваться услугами каршеринга, а число таких автомобилей достигнет 450 000. В период 2010—2020 гг. во всем мире более 500 млрд долл. США будет потрачено на высокоскоростные железнодорожные линии. Их общая протяженность составит более 70 000 км. Сети железных дорог свяжут не только города и страны, но даже континенты. В 2035 г. поездка на поезде из Лондона в Пекин станет реальностью.
- Здравоохранение. Смещение акцента с лечения на профилактику заболеваний посредством своевременной диагностики приведет к сокращению расходов на лечение с 70 % в 2007 г. до 56 % к 2020 г. Интеллектуальные лекарства, виртуальные больницы и электронные документы изменят облик здравоохранения. Ключевым элементом такой программы будут инновации, направленные на удовлетворение потребностей конкретного пациента. В развитых странах — несмотря на требования пациентов — изменения в сфере законодательства и предоставления медицинских услуг происходят медленно, в то время как в развивающихся странах создаются новые бизнес-модели, ориентированные на удовлетворение конкретных потребностей пациентов с помощью экономичных инновационных разработок.

«Компании из разных отраслей сегодня
осознают, что инновации — это не только стратегический инструмент для получения
прибыли, но возможность помочь в решении глобальных задач, стоящих перед
человечеством, — уверен Джон Распин (John Raspin), Frost & Sullivan. —
Социальные инновации оказывают огромное влияние на качество жизни человека, не
говоря уже об их преимуществах для экологии. С их помощью люди смогут решить
насущные проблемы — именно эта реальная польза реальному человеку делает
социальные инновации такой важной и востребованной областью».
Концепция социальных инноваций как
технологий, способных помочь удовлетворить целый ряд потребностей общества, не
нова, однако разные компании смотрят на это явление по-разному. Некоторые
компании придерживаются партнерского подхода, сотрудничая с негосударственными
организациями и гражданским обществом посредством независимых программ, в то
время как другие используют инновации для развития местной инфраструктуры.
Однако независимо от определения исследование выявило одну общую тему,
связанную с социальными инновациями, — конвергентность. Конвергентность
технологий, индустрий, продуктов и бизнес-моделей. Представители разных
секторов, которые в прошлом работали изолированно друг от друга, теперь
объединяют усилия для создания инновационных продуктов и услуг, помогающих в
развитии общества.
Таким образом,
современные инновации должны быть направлены на поддержание экономического
прогресса, обеспечение защиты окружающей среды и развитие общества. Именно такие инновации являются
действительно социально-важными.

## Примеры социальных инноваций
Housing First — пример некоммерциализированной (не являющийся социальным предпринимательством) социальной инновации международного уровня. В целях сокращения числа бездомных была предложена идея обеспечения бездомных жильем на первом шаге. В отличие от других программ, где от бездомных требовалось выполнение определенных условий в обмен на жилье, HF не ставит никаких первоначальных условий. Согласно представленным результатам, в разных странах удалось добиться существенного и стабильного сокращения числа бездомных.
Экономия бумаги (Россия): 
Один из сотрудников российской типографии стал замечать, что большое количество ненужной бумаги после окончания рабочего дня просто выбрасывают. Он начал собирать эту бумагу и делать из неё недорогие блокноты, украшения, оригинальные записные книжки, привлекая к работе
многодетных мам.
«Школьные дедушки» (Швеция):
В Швеции около
1000 неработающих мужчин в возрасте от 50 до 65 лет стали ходить в школу — но
не как учителя. Они стали участниками проекта «школьные дедушки» и участвуют в жизни школы,
помогают детям и учителям. Инициатива «школьные дедушки» была начата в
маленьком шведском городке в 1996 году, а сегодня это национальная организация
с 10 офисами, расположенными в разных уголках страны. Эта инициатива принесла
пользу, не только самим школьным дедушкам, которые стали активно участвовать в
жизни общества и почувствовали себя полезными, но и учителям, которым стало
легче работать. Некоторые «школьные дедушки» вообще оформились на постоянную
работу. Учителям часто не хватает опыта по предотвращению конфликтов, а с
помощью «дедушек» улучшается обстановка в школе и дети на уроках ведут себя
лучше.
Один из ключей успеха
этой инициативы, как признались основатели проекта, в том, что с самого начала
данный проект поддержали директора школ, учителя и центры занятости.
«Большая газета» (Великобритания):
«Большая газета» один из успешных проектов в Великобритании, где одна организация производит профессиональный журнал и продает его бездомным за половину стоимости, а
они продают его прохожим на улице за полную стоимость. Этот проект
помогает бездомным развивать важные навыки, адаптироваться в обществе и в
дальнейшем найти работу.
«Большая газета» стала масштабным проектом. Продавцов газеты можно увидеть ежедневно во всех городах Великобритании. Это является хорошим примером того, как идея может стать основой большого национального социального предприятия.
«Сохраните Еду» (Финляндия):
В Финляндии появился проект под названием «Сохраните Еду», идея проекта в том, чтобы объединить тех, кто нуждается в еде, с теми, кто готов поделиться излишками еды. Для этого было создано специальное мобильное приложение, которое объединяет нуждающихся в бесплатном питании (студенты, многодетные семьи) с людьми, имеющими лишнюю еду.